# 미야촌 (미야기현)
미야촌(宮村)은 1955년까지 미야기현 갓타군에 있던 촌이다. 현재의 자오정 및 도카리타온천(히가시아사히정·쥬정·사카에정·나카정·혼정을 포함)에 해당한다.

## 역사
- 1889년 4월 1일 - 정ㅊ노제 시행에 수반해 구 미야촌 단독으로 촌제를 시행하였다.
- 1955년 4월 1일 - 엔다촌과 합병해 자오정이 되었다.

## 교통

### 철도노선
- 센난 온천궤도
  - ※센난온천 궤도는 1937년에 폐지

## 참고문헌
- 『宮城県町村合併誌』（宮城県地方課、1958）
- 『角川日本地名大辞典』 4 宮城県